# زبان چکسلواکی
زبان چکسلواکی (به چکی: jazyk československý) یک مفهوم سیاسی زبانشناسی اجتماعی بود که در چکسلواکی در سالهای ۱۹۲۰ تا ۱۹۳۸ مورد استفاده قرار می‌گرفت. این نام برای تعریف زبان رسمی کشوری که استقلال خود را به عنوان جمهوری دو ملت یعنی گروه‌های قومی چک و اسلواک اعلام کرده بود، به کار می‌رفت.
در اسناد بین‌المللی نقش زبان رسمی در عمل توسط زبان چکی انجام می‌شد. در همین حال، قانون اساسی سال ۱۹۲۰ اجازه استفاده از زبان‌های اقلیت را در مناطقی که بیش از ۲۰٪ از جمعیت با آن‌ها صحبت می‌کردند، می‌داد.
این عبارت رسماً در ۹ مه ۱۹۴۸ در قانون اساسی جدید حذف شد.